# Andrzej Szymborski
Andrzej Szymborski (ur. 1792, zm. 1868) – rosyjski generał-lejtnant.
Od 1809 oficer rosyjskiej artylerii. W 1812 walczył w czasie inwazji na Rosję w 1812 roku. Brał udział w obronie Smoleńska i w bitwie pod Borodino. Uczestniczył w okupacji Księstwa Warszawskiego. W 1824 mianowany pułkownikiem. Wziął udział w wojnie rosyjsko-tureckiej 1828–1829 i w tłumieniu powstania listopadowego. W 1831 mianowany generałem. Od 1837 dowódca rezerwowej brygady grenadierów. Tłumił ruchy wolnościowe na Kaukazie. W latach 1846–1862 był komendantem twierdzy Dyneburg.